# Linea Hankyū Imazu
La  Linea Imazu (今津線?, Imazu-sen) è una diramazione della linea principale Hankyū Kōbe delle Ferrovie Hankyū che collega le stazioni di Takarazuka e Imazu a quella di Nishinomiya-Kitaguchi a est della Prefettura di Hyōgo in Giappone.

## Definizione
La linea Imazu è in realtà divisa in due linee (linea superiore e linea inferiore), in quanto presso la stazione di Nishinomiya-Kitaguchi i binari non sono collegati fra loro, ma si attestano su piattaforme differenti, a partire dal 1984. 
Un piccolo numero di treni, chiamati Semiespressi percorrono il tratto da Takarazuka a Umeda nei giorni settimanali percorrendo questa linea e la Kobe, anziché la Takarazuka. I semiespressi non fermano a Nishinomiya-Kitaguchi a causa della conformazione dei binari della stazione. La distanza fra Takarazuka e Umeda si riduce leggermente con questo percorso.

## Stazioni e servizi

### Linea superiore
Legenda
●：Il treno ferma｜：Il treno non ferma
- Espresso Diretto (直通特急?, chokutsū tokkyū) ("ED")：Treno stagionale
- Espresso Speciale (臨時急行?, rinji kyūkō) ("ES")：Circola in caso di eventi all'Ippodromo di Nigawa
- Semi-Espresso (準急?, junkyū) ("SE")：Solo verso Umeda nei giorni lavorativi
- Locale (普通?, futsū)：Ferma in tutte le stazioni (non indicato nel diagramma)

| Nome stazione                               | Nome giapponese | Distanza interstazione | Distanza totale | SE | ES | ED | Collegamenti | Posizione   |
| ------------------------------------------- | --------------- | ---------------------- | --------------- | -- | -- | -- | --- | ----------- |
| Takarazuka （Teatro Takarazuka）            | 宝塚            | -                      | 0,0             | ●  |    | ●  | Ferrovie Hankyū: Linea principale Takarazuka West Japan Railway Company: Linea Fukuchiyama (Linea JR Takarazuka） | Takarazuka  |
| Takarazuka-Minamiguchi （Hotel Takarazuka） | 宝塚南口        | 0,9                    | 0,9             | ●  |    | ●  | | Takarazuka  |
| Sakasegawa                                  | 逆瀬川          | 0,9                    | 1,8             | ●  |    | ●  | | Takarazuka  |
| Obayashi                                    | 小林            | 1,0                    | 2,8             | ●  |    | ●  | | Takarazuka  |
| Nigawa （Ippodromo Hanshin）                | 仁川            | 1,7                    | 4,5             | ●  | ●  | ●  | | Takarazuka  |
| Kōtōen                                      | 甲東園          | 0,9                    | 5,4             | ●  | ｜ | ●  | | Nishinomiya |
| Mondo-Yakujin                               | 門戸厄神        | 1,0                    | 6,4             | ●  | ｜ | ●  | | Nishinomiya |
| Nishinomiya-Kitaguchi                       | 西宮北口        | 1,3                    | 7,7             | ｜ | ｜ | ｜ | Ferrovie Hankyū: Linea principale Kōbe                                                                            | Nishinomiya |

### Linea inferiore
Su questa linea esistono solo servizi locali
| Nome stazione         | Nome giapponese | Distanza interstazione | Distanza totale | Collegamenti                               | Posizione   |
| --------------------- | --------------- | ---------------------- | --------------- | ------------------------------------------ | ----------- |
| Nishinomiya-Kitaguchi | 西宮北口        | -                      | 7,7             | Ferrovie Hankyū: Linea principale Kōbe     | Nishinomiya |
| Hanshin-Kokudō        | 阪神国道駅      | 0,9                    | 8,6             |                                            | Nishinomiya |
| Imazu                 | 今津駅          | 0,7                    | 9,3             | Ferrovie Hanshin: Linea principale Hanshin | Nishinomiya |

## Nella cultura di massa
La linea superiore, da Takarazuka a Nishinomiya-Kitaguchi è diventata lo sfondo del romanzo "Hankyū Densha" di Hiro Arikawa, e del film Hankyū Densha ( 阪急電車 片道15分の奇跡?,  Hankyū densha katamichi 15-fun-no kiseki) del 2011, tratto dallo stesso libro.